# آنومیانیسم

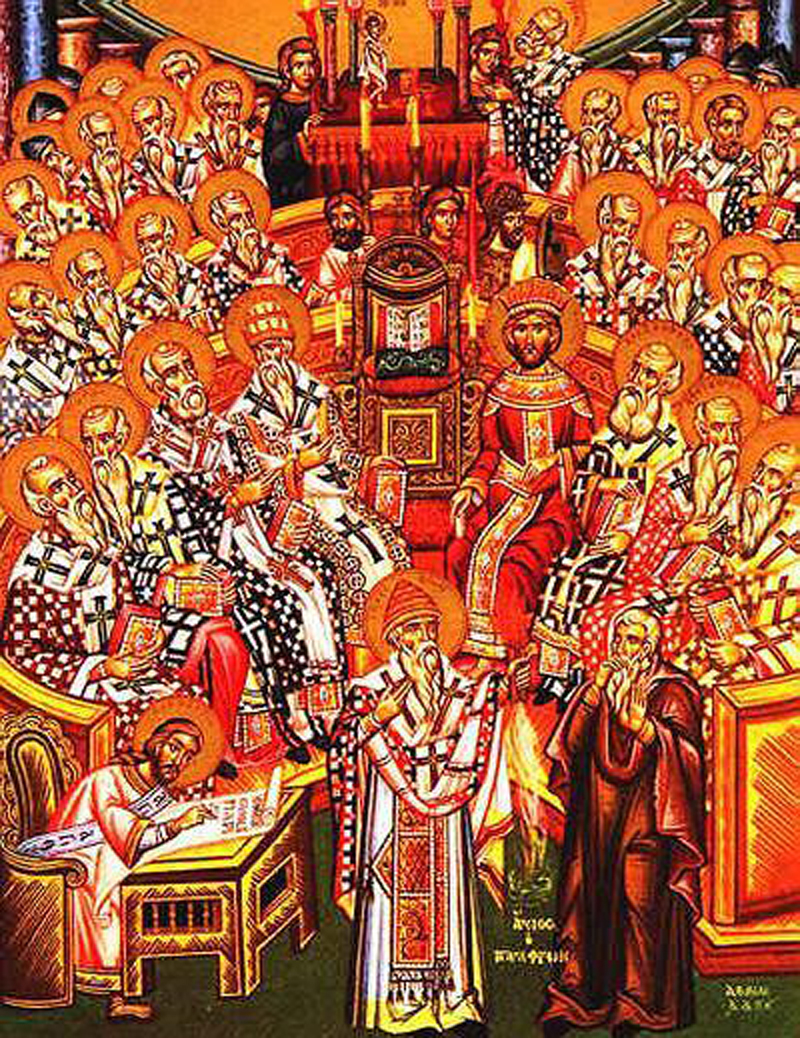
تصویر اجتماعی از جامعه مسیحیان را می بینید. کثرت رنگ قرمز در تصویر نمادی از یک اعتراض را می رساند. از طرفی مسند خالی نمادی از تغییر در باور الهیاتی این بخش از مسیحیت که عیسی مسیح را از ماهیت مشابه خداوندگاری خارج می دانند.

آنومیانیسم (ἀ(ν)-) فرقه (شاخه)ای که از یک شکل افراطی از آریانیسم حمایت می‌کردند، و اعتقاد داشتند که عیسی مسیح از همان ماهیت و همسویگی با خدای پدر نبوده‌است و نه ماهیت مشابهی (هموئیوسیان) داشته‌است که توسط نیمه-آریانی‌ها ابراز شده بود.